# Francesco Petrarca
Francesco Petrarca (Arezzo, 20. srpnja 1304. – Arquà Petrarca kraj Padove, 19. srpnja 1374.), talijanski pjesnik.

## Životopis
Studirao je pravo u Montpellieru i Bologni. Putovao je Francuskom, Njemačkom, Italijom, a možda je bio i u Španjolskoj i Engleskoj. Na jednom putovanju otkrio je dragocjena Ciceronova pisma. 
Sin firentinskoga građanina, koji je poput Dantea bio prognan iz rodnoga grada, Francesco Petrarca je mladost proveo u Avignonu, raskošnom sjedištu papinskoga dvora. Tu se na Veliki petak, 6. travnja 1327. zagledao u Lauru de Sade, i ostao joj zauvijek odan, pa i nakon njezine smrti, iako mu ona nije uzvraćala ljubav. Njoj u slavu piše pjesme, od kojih je izabrani dio skupio potkraj života u zbirku skromna naslova Rasute rime. Zbirka sadrži 366 pjesama, među kojima su najbrojniji soneti. 
Više nego povijest neuslišane ljubavi, Petrarkin je kanconijer ispovijest čovjeka koji se, živeći na izmaku srednjega vijeka, neodlučan lomio nad dilemom: kako uskladiti nove, prethumanističke ideale s tradicionalnom kršćanskom ideologijom, kako riješiti suprotnosti između zemaljske i nebeske ljubavi, između neodoljive težnje za srećom u ovom životu i racionalnog straha od smrti i vječnog prokletstva. 
U Petrarkinu Kanconijeru sintetizirana su nastojanja i tendencije dugogodišnje tradicije. Na njega će se, kao u savršeni uzor, ugledati nebrojeni nastavljači i epigoni. Za života je bio cijenjen i poznat po latinskim djelima, a najviše po epu Afrika. Taj mu je spjev, u kojem je opjevao Drugi punski rat, pribavio najveće književno priznanje onoga doba, lovorov vijenac, kojim je 1341. svečano okrunjen na rimskom Kapitolu. 
Neka djela mu je na hrvatski preveo Jozo Mršić (s njemačkog prijevoda).

## Vanjske poveznice
- (tal.) Canzoniere, integralni tekst (digitalna knjižnica IntraText)
- (tal.) Trionfi, integralni tekst (digitalna knjižnica IntraText)
- (lat.) Secretum  Arhivirana inačica izvorne stranice od 30. rujna 2007. (Wayback Machine), integralni tekst (digitalna knjižnica Liberliber)
- De remediis utriusque fortunae, Cremonae, B. de Misintis ac Caesaris Parmensis, 1492. (Vicifons)